# Estación de Moyua
Moyua es una estación del metro de Bilbao subterránea, situada en el centro de Bilbao, junto a la plaza de la que toma su nombre e inaugurada el 11 de noviembre de 1995. Es la segunda estación más utilizada de la red del metro de Bilbao tras Abando. Está previsto que la Línea 4 (actualmente en proyecto) tenga una parada en Moyua.

## Accesos
- Plaza Federico Moyúa, 3 (salida Elcano)
- Plaza Federico Moyúa, 1 (salida Ercilla-Guggenheim)
- Calle Diputación, 8 (salida Diputación)
- Gran Vía de Don Diego López de Haro, 37 (salida Ercilla-Guggenheim)

### Accesos nocturnos
- Plaza Federico Moyúa, 3 (salida Elcano)
- Gran Vía de Don Diego López de Haro, 37 (salida Ercilla-Guggenheim)

## Galería

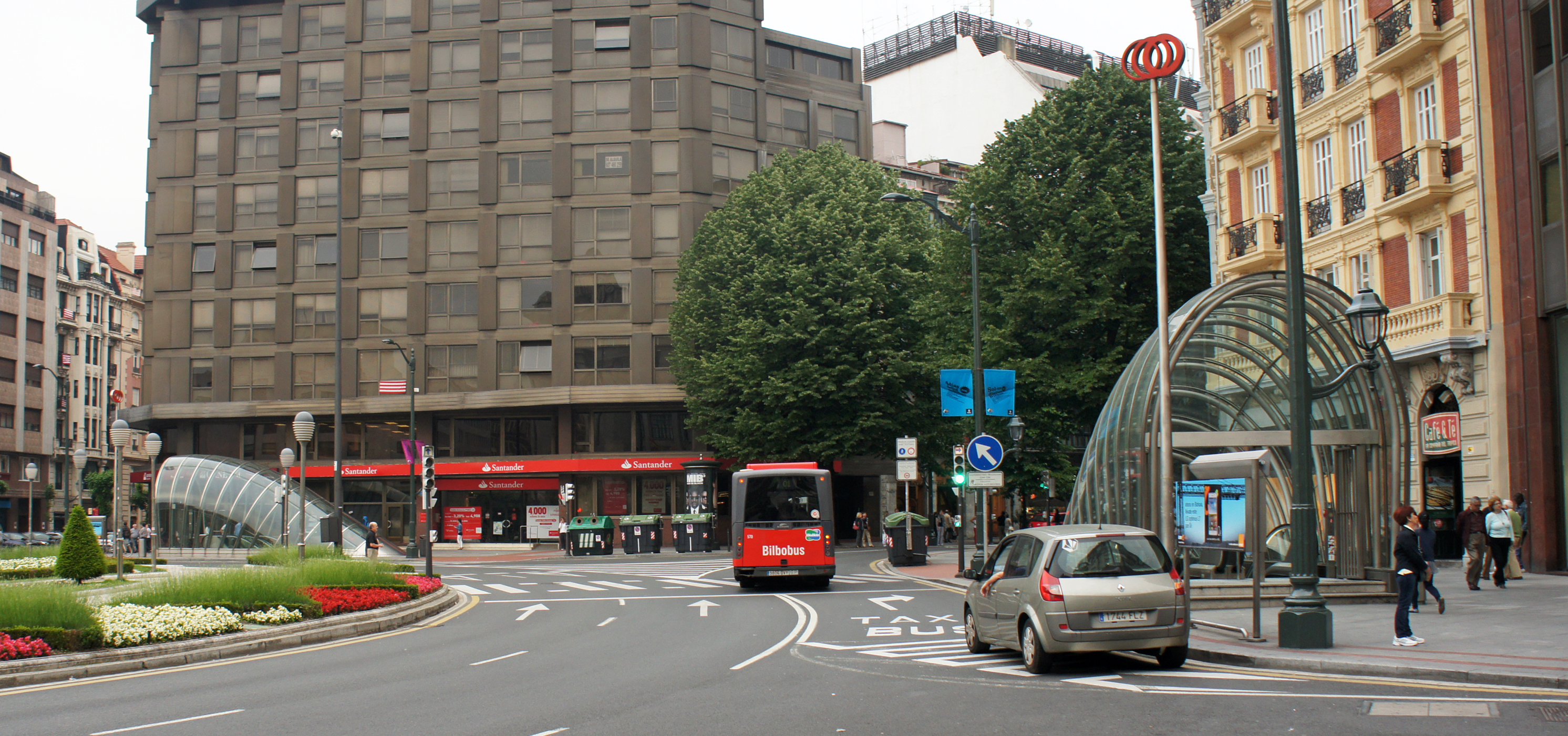
Accesos Ercilla/Guggenheim y Elcano
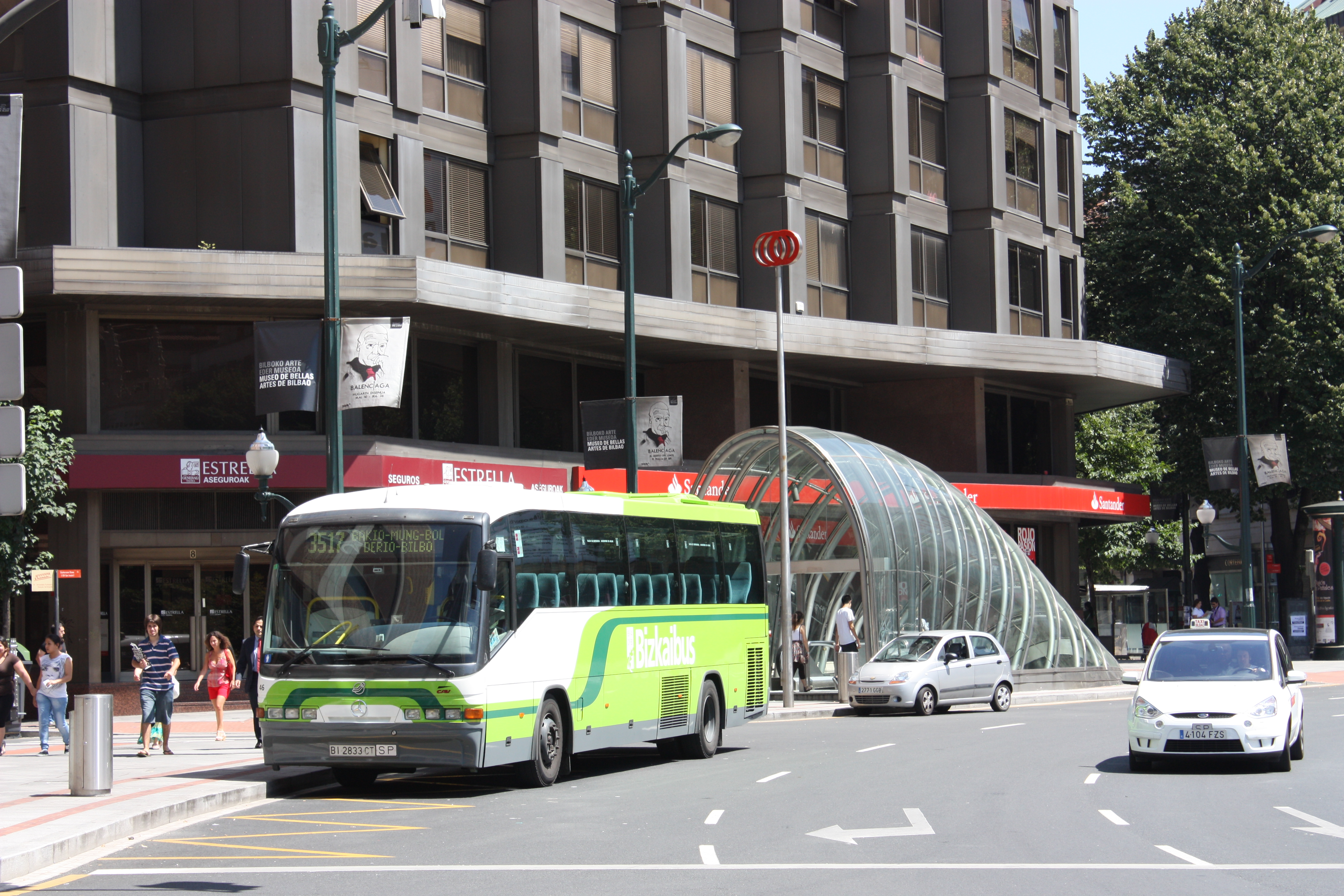
Acceso Elcano
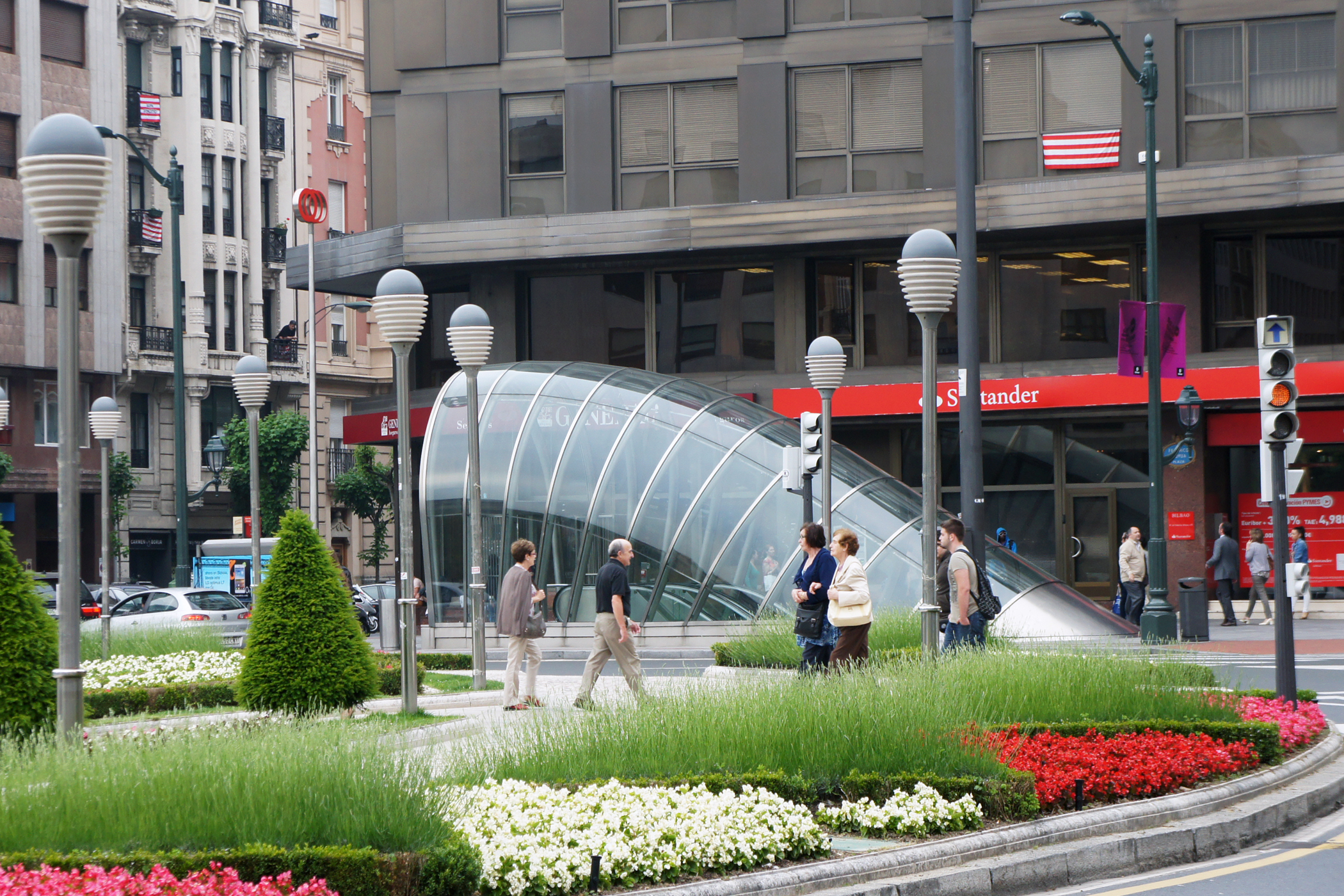
Acceso Ercilla/Guggenheim
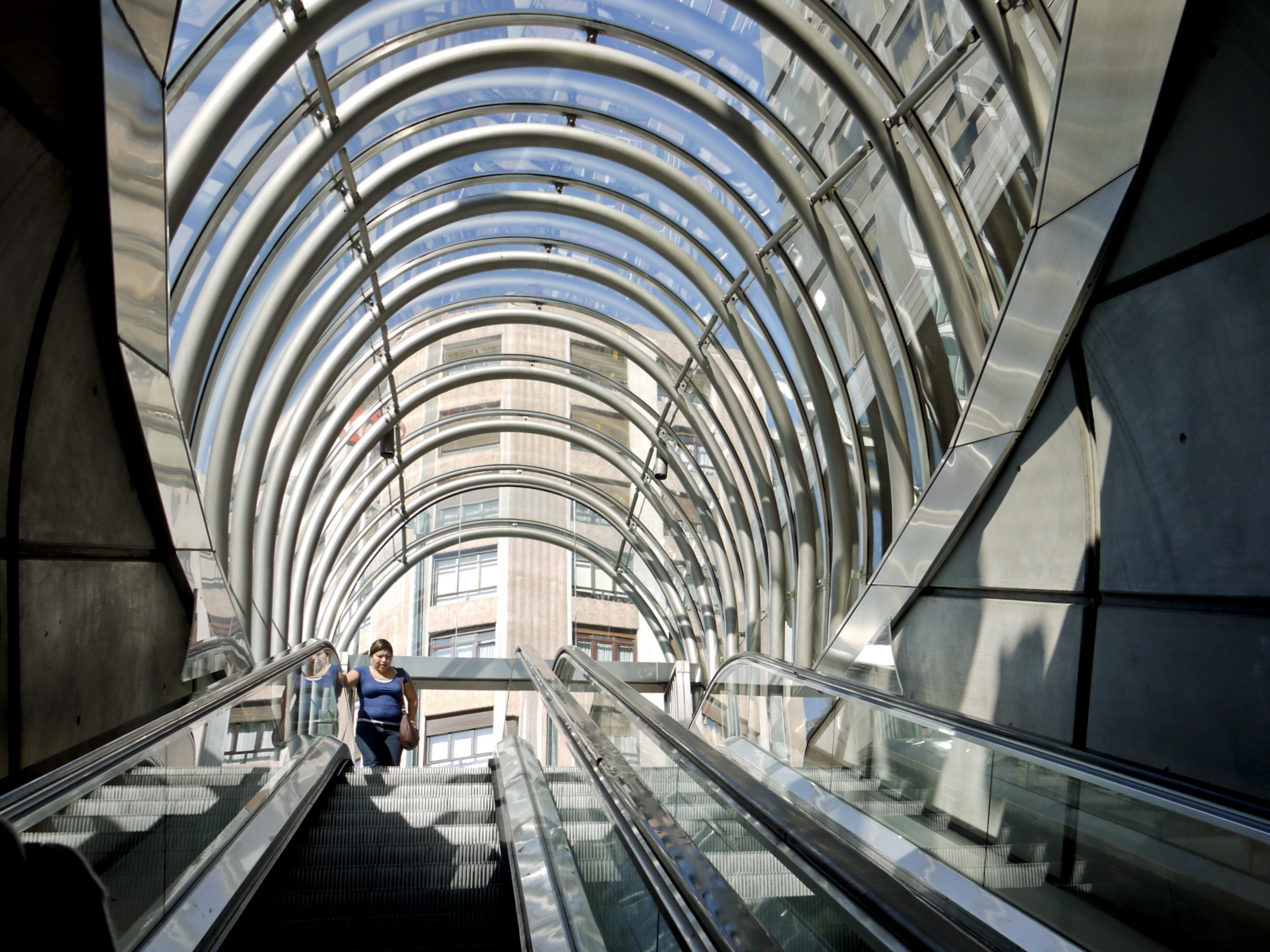
Acceso Ercilla/Guggenheim desde el interior